# باشگاه فوتبال اسلیفورد تاون
باشگاه فوتبال اسلیفورد تاون (به انگلیسی: Sleaford Town Football Club) یک باشگاه فوتبال در شهر اسلیفورد، کشور انگلستان است که در سال ۱۹۶۸ میلادی تأسیس شده‌است.